# Городские населённые пункты Ставропольского края
Ставропольский край включает 26 городских населённых пунктов, в том числе:
- 19 городов, среди которых выделяются:
  - 10 городов краевого значения (в списке  выделены оранжевым цветом) — в рамках организации местного самоуправления 9 образуют (входят в) отдельные муниципальные образования со статусом городского округа, 1 — со статусом муниципального округа;
  - 9 городов входят в состав районов как территориальных единиц; из них в рамках организации местного самоуправления 8 входят в состав городских округов, 1 — в состав муниципального округа;
- 7 посёлков[2] (ранее выделявшихся (Росстатом продолжают традиционно учитываться) как посёлки городского типа)[3][4][5].

## Города
| №  | Название          | район / город краевого значения | муниципальный / городской округ | Население, чел. | Основание / первое упоминание, год | Статус города, год | Герб |
| -- | ----------------- | ------------------------------- | ------------------------------- | --------------- | ---------------------------------- | ------------------ | ---- |
| 1  | Благодарный       | Благодарненский район           | Благодарненский ГО              | ↘30 632         | 1782                               | 1971               |      |
| 2  | Будённовск        | Будённовский район              | Будённовский МО                 | ↘56 258         | 1799                               | 1799               |      |
| 3  | Георгиевск        | Георгиевский район              | Георгиевский ГО                 | ↘61 046         | 1777                               | 1786               |      |
| 4  | Ессентуки         | Ессентуки                       | Ессентуки, ГО                   | ↗124 038        | 1825                               | 1917               |      |
| 5  | Железноводск      | Железноводск                    | Железноводск, ГО                | ↘21 727         | 1810                               | 1917               |      |
| 6  | Зеленокумск       | Советский район                 | Советский ГО                    | ↘32 800         | 1781                               | 1965               |      |
| 7  | Изобильный        | Изобильненский район            | Изобильненский ГО               | ↘37 450         | 1895                               | 1965               |      |
| 8  | Ипатово           | Ипатовский район                | Ипатовский ГО                   | ↘25 163         | 1860                               | 1979               |      |
| 9  | Кисловодск        | Кисловодск                      | Кисловодск, ГО                  | ↘125 931        | 1803                               | 1903               |      |
| 10 | Лермонтов         | Лермонтов                       | Лермонтов, ГО                   | ↗23 336         | 1953                               | 1956               |      |
| 11 | Минеральные Воды  | Минераловодский район           | Минераловодский ГО              | ↘68 761         | 1878                               | 1922               |      |
| 12 | Михайловск        | Шпаковский район                | Шпаковский МО                   | ↗113 701        | 1784                               | 1999               |      |
| 13 | Невинномысск      | Невинномысск                    | Невинномысск, ГО                | ↘113 112        | 1825                               | 1939               |      |
| 14 | Нефтекумск        | Нефтекумский район              | Нефтекумский ГО                 | ↘22 998         | 1958                               | 1968               |      |
| 15 | Новоалександровск | Новоалександровский район       | Новоалександровский ГО          | ↘25 718         | 1804                               | 1971               |      |
| 16 | Новопавловск      | Кировский район                 | Кировский ГО                    | ↘20 490         | 1777                               | 1981               |      |
| 17 | Пятигорск         | Пятигорск                       | Пятигорск, ГО                   | ↘142 895        | 1780                               | 1830               |      |
| 18 | Светлоград        | Петровский район                | Петровский ГО                   | ↘34 406         | 1786                               | 1965               |      |
| 19 | Ставрополь        | Ставрополь                      | Ставрополь, ГО                  | ↗562 964        | 1777                               | 1785               |      |

## Посёлки
Посёлки, отнесённые к городским населённым пунктам (ранее выделявшиеся (Росстатом продолжают традиционно учитываться) как посёлки городского типа):
| № | Название       | район / город краевого значения | городской округ | Население, чел. | Основание / первое упоминание, год | Статус пгт, год |
| - | -------------- | ------------------------------- | --------------- | --------------- | ---------------------------------- | --------------- |
| 1 | Анджиевский    | Минераловодский район           | Минераловодский | ↘5943           |                                    | 1929            |
| 2 | Горячеводский  | Пятигорск                       | Пятигорск       | ↗35 706         |                                    | 1966            |
| 3 | Затеречный     | Нефтекумский район              | Нефтекумский    | ↘6403           |                                    | 1956            |
| 4 | Иноземцево     | Железноводск                    | Железноводск    | ↗28 091         |                                    | 1959            |
| 5 | Рыздвяный      | Изобильненский район            | Изобильненский  | ↘7567           |                                    | 1960            |
| 6 | Свободы        | Пятигорск                       | Пятигорск       | ↗18 455         |                                    | 1960            |
| 7 | Солнечнодольск | Изобильненский район            | Изобильненский  | ↘12 923         |                                    | 1973            |

Бывшие рабочие посёлки
- Лермонтовский — рп с 1953 года. Преобразован в город Лермонтов в 1956 году.
- Нефтекумск — рп с 1961 года. Преобразован в город в 1968 году.